# Babylon 5: Der Fluss der Seelen
Babylon 5: Der Fluss der Seelen (Originaltitel: Babylon 5: The River of Souls) ist ein US-amerikanischer Science-Fiction-Film aus dem Jahr 1999. Er ist der dritte von fünf Filmen aus der Babylon-Fernsehfilmreihe. Der Film wurde in Deutschland am 4. November 1999 auf VHS veröffentlicht.

## Handlung
Mitte 2263, über ein halbes Jahr nach der Handlung von Staffel 5, stattet Michael Garibaldi Babylon 5 einen Besuch ab, wo er sich mit dem von Edgars Industries bezahlten Archäologen Robert Bryson treffen möchte. Dieser bringt seinen neuesten „Fund“ – ein Gefäß mit einer Milliarde Seelen einer ausgestorbenen Rasse, das er aus einer der Flüstergalerien der Seelenjäger entwendet hat – mit auf die Station. Captain Elizabeth Lochley und Zack Allan haben unterdessen Probleme mit dem Betreiber eines illegalen Holobordells auf einer der unteren Ebenen der Station. Nach wenigen Tagen trifft ein Seelenjäger ein, um das Seelengefäß zurückzuholen. Es stellt sich heraus, dass die Seelen 10.000 Jahre zuvor ihren Körper nicht durch den Tod, sondern durch das Erreichen der Transzendenz verlassen hatten und gegen ihren Willen in dem Gefäß „konserviert“ worden waren. Mit Hilfe von Robert Bryson gelingt es ihnen, ihr „Gefängnis“ zu verlassen, durch die Holoprojektoren im Bordell Gestalt anzunehmen und Chaos auf der Station zu verbreiten. Eine inzwischen eingetroffene Armada von Seelenjägerschiffen droht mit einem Angriff auf die Station, während die Seelen – von Rachegelüsten getrieben – nichts anderes als die Vernichtung der Seelenjägerschiffe im Sinn haben.

## Wissenswertes
Dieser Fernsehfilm greift als Handlungsmittelpunkt das Thema der Seelenjäger erneut auf, die erstmals in der Folge „Der Seelenjäger“ der ersten Staffel der Fernsehserie in Erscheinung treten. Neben dieser Folge spielen sie im Verlauf der Serie nur eine stark untergeordnete Rolle.